# Paraconopora
Paraconopora is een geslacht van neteldieren uit de familie van de Stylasteridae.

## Soorten
- Paraconopora anthohelia (Cairns, 1991)
- Paraconopora spinosa Cairns, 2015